# فاتح بيكر
فاتح بيكر (بالتركية: Fatih Bakir)‏ هو مصارع هاوي تركي، ولد في 11 مارس 1977 في مانيسا في تركيا.

## وصلات خارجية
- فاتح بيكر على موقع قاعدة بيانات المصارعة الدولية (الإنجليزية)
- فاتح بيكر على موقع أوليمبيديا (الإنجليزية)